# Tiroteo de la Universidad del Norte de Illinois del 2008
El jueves 14 de febrero de 2008, Steven Kazmierczak de 27 años, abrió fuego con una escopeta y tres pistolas dentro de un edificio del campus de la Universidad del Norte de Illinois, matando a cinco estudiantes e hiriendo a otros 17 antes de suicidarse.
El tiroteo comenzó durante una clase de oceanografía en la que Kazmierczak irrumpió a las 3:05pm CST. La universidad emitió comunicados virtuales ordenando a todos los profesores y estudiantes a buscar refugio y evitar los alrededores del campus.
Luego del tiroteo, la universidad canceló las clases por el resto de la semana, y por la semana siguiente también.

## Tiroteo

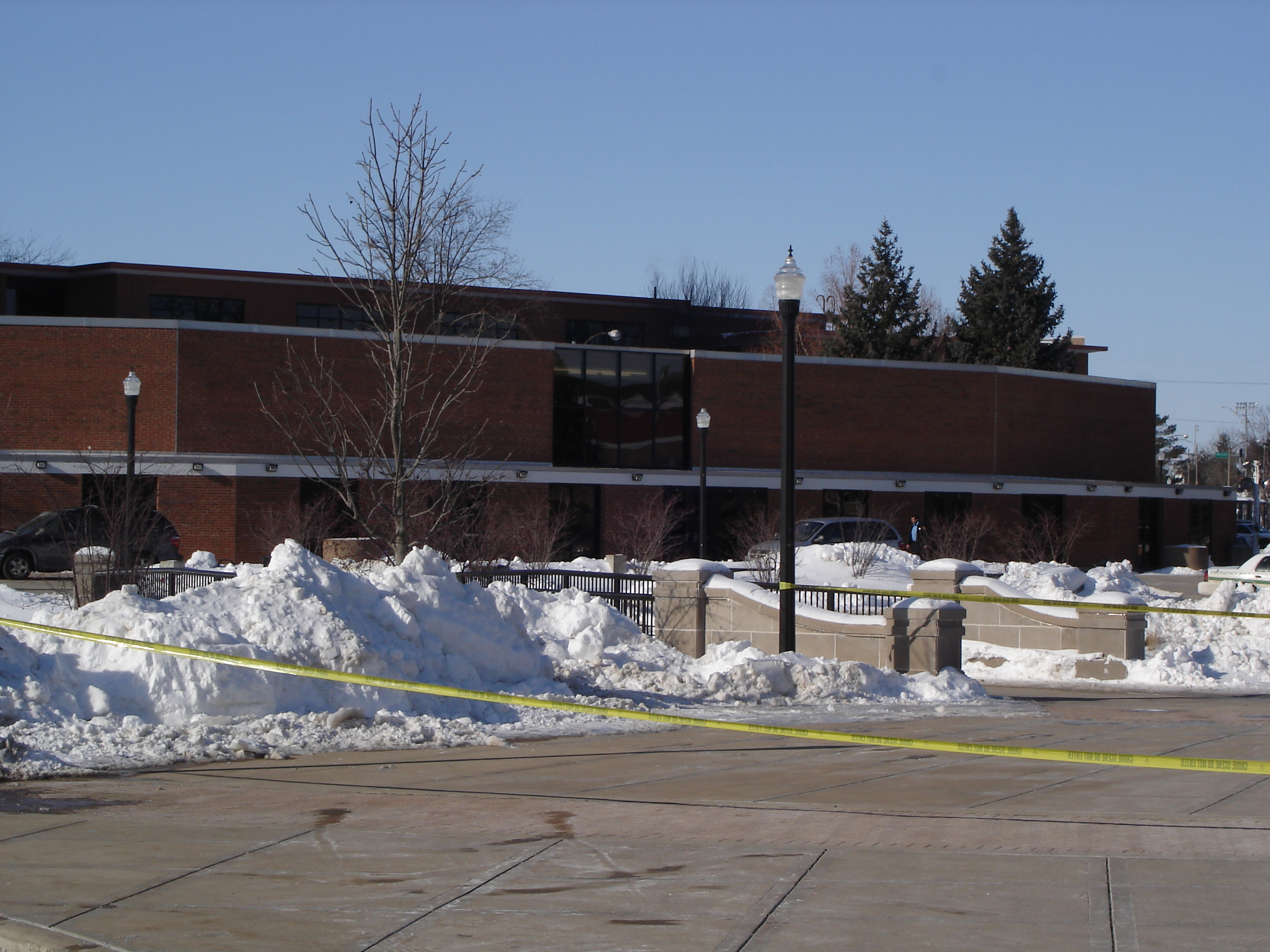
Entrada al Cole Hall luego del tiroteo

Aproximadamente a las 3:05pm [horario estándar del centro], Kazmierczak irrumipió en el Auditorio 101 donde una clase de oceanografía estaba en marcha con alrededor de 120 estudiantes presentes. Kazmierczak estaba vestido con botas de combate marrón oscuro, jeans, una camiseta negra con la palabra "TERRORISTA" sobrepuesta sobre la imagen de un rifle de asalto, una chaqueta, una gorra negra y una riñonera negra con dos holsters de munición, otro para una pistola, tres pistolas (una Glock 19 9 x 19 mm, una SIG-Sauer P230 9 x 17 mm y una Hi-Point 9 x 17 mm), ocho cargadores y un cuchillo. También llevaba consigo una escopeta de calibre de un cartucho Remington Model 11-48. El joven irrumpió con tanta fuerza que algunos describieron su ingreso al auditorio como alguien "pateando la puerta", entrando por el extremo sur del aula, desde donde comenzó a disparar hacia los estudiantes.
Kazmierczak disparó al instructor de la clase, quien estaba sobre el atrio, quien intentó huir por la puerta sur, que se encontraba bajo llave. Luego intentó escapar por la salida este del auditorio, por la que muchos estudiantes intentaban huir. Muchos de los estudiantes que no tuvieron tiempo de escapar se escondieron debajo de sus asientos. Cuando Kazmierczak dejó de disparar tres rondas de munición y se detuvo a recargar, varios estudiantes gritaron «¡Está recargando!» y huyeron del lugar. Otros se mantuvieron en sus lugares debido al shock. Una de los estudiantes heridos, Maria Christensen, se convirtió luego en oficial de policía de la Universidad del Norte de Illinois.
Luego de disparar los seis cartuchos de la escopeta, Kazmierczak disparó con su pistola Glock 19 9mm, disparando alrededor de 50 rondas de munición. El joven caminó a través del auditorio repetidamente, disparando a aquellos a quienes encontraba a su paso. Finalmente, se suicidó de un disparo en la cabeza antes de que llegara la policía. La policía recuperó 55 rondas de municiones sin gastar de la escena, incluidos dos cargadores completamente cargados que contenían rondas para una pistola semiautomática .380.
Al menos 23 personas fueron heridas (seis de ellas fatalmente, incluido Kazmierczak). Un testigo informó que el pistolero disparó al menos 30 rondas; Posteriormente, la policía recogió 48 casquillos y 6 cartuchos de escopeta.
Al momento del tiroteo, Kazmierczak era un graduado en trabajo social de la Universidad de Illinois en Urbana-Champaign. También era un ex estudiante graduado de sociología de la Universidad del Norte de Illinois (NIU). El jefe de policía de la NIU, Donald Grady, lo describió como "un estudiante sobresaliente" que, según los informes, había dejado de tomar medicamentos psiquiátricos recientemente y se había vuelto "algo errático."

### Respuesta de los servicios de emergencia
La primera llamada al 911 fue registrada a las 3:06pm, y la policía fue notificada siete segundos después. A las 3:06:33 p. m., los oficiales de policía de la NIU, Ayala y Zimberoff, respondieron y les dijeron a los despachadores que estaban en el área. Conduciendo hacia el norte por Normal Road cerca de Swen Parson Hall, se encontraron con estudiantes que corrían hacia el este desde el área de Martin Luther King Commons (MLK). Un estudiante gritó: <<Está disparando allí">>, apuntando al oeste hacia el área de MLK Commons. El oficial Hodder también conducía por la zona y se encontró con el mismo frenesí.
Los oficiales procedieron en sus vehículos, luego a pie, uniéndose al Jefe Grady, el Teniente Mitchell y el Teniente Henert, quienes habían llegado al lado oeste del área Commons después de venir directamente del Departamento del Sheriff. También corrieron hacia Cole Hall desde la estación de policía el sargento Ellington y el oficial Wright. El sargento Holland estaba patrullando al sur del área a lo largo de la autopista Lincoln cuando escuchó la llamada y se acercó al área. En MLK Commons, el jefe Grady aconsejó a los oficiales que comenzaran a atender inmediatamente a las víctimas e identificaran a los testigos y los llevaran a una habitación en el Centro de Estudiantes Holmes, donde podrían ser entrevistados. Algunos de los oficiales comenzaron a atender a los estudiantes heridos que huían del lugar.
Mientras Henert establecía perímetros alrededor de Cole Hall, Mitchell y Grady entraron al edificio, donde se reunieron con Holland, Ellington y Wright. Ellington, el primer oficial en llegar a la escena, evacuó el auditorio adyacente y se reunió con los otros oficiales en el pasillo delantero. Holland recibió instrucciones de permanecer en el pasillo para asegurarse de que nadie entrara al auditorio y que el tirador no escapara. Grady, Mitchell, Ellington y Wright entraron al auditorio sur y descubrieron un cuerpo en el escenario, rodeado de armas, con un charco de sangre saliendo de la cabeza. Las víctimas con distintas lesiones yacían en el suelo o apoyadas contra los asientos. Confirmando que no había amenazas inmediatas, Grady y Mitchell comenzaron a atender a las víctimas, mientras que Ellington y Wright confirmaron que el tirador estaba muerto. A las 3:11:42 (cinco minutos después de la primera llamada al 911), Ellington informó al despachador: <<El tirador está muerto. La escopeta está asegurada. Necesitamos una ambulancia y el médico forense en Cole Hall.">>
Al mismo tiempo que los oficiales llegaban a Cole Hall, el Sargento Rodman, quien había salido de una reunión en el Centro de Estudiantes Holmes, llegó a la entrada oeste de ese edificio para encontrar una víctima de disparos que había recibido disparos en la espalda y la cabeza, junto con otra víctima que tenía sangre en la cara, buscando ayuda para su amigo herido. Rodman atendió a la víctima más gravemente herida.
A las 3:11 p. m., una ambulancia del Departamento de Bomberos de DeKalb fue la primera en llegar a la escena y fue colocada en un estacionamiento cercano. Los estacionamientos cercanos al campus se utilizaron como área de estacionamiento para ambulancias y camiones de bomberos que llegaban de toda la región. A las 3:13 p. m., el sargento Ellington informó que había al menos dos muertos. Los oficiales encontraron varios problemas, incluida una alarma de incendio penetrante que se había activado, así como un tráfico de radio muy alto y estática que dificultaba escuchar las llamadas de radio. Además, debido a informes contradictorios (incluida la presencia de un tirador en la Biblioteca Conmemorativa de los Fundadores) y la multitud de víctimas heridas en varios edificios alrededor del campus, los agentes debían revisar varios sitios para descartar la posibilidad de varios tiradores y varios sitios de disparos. Las víctimas heridas comenzaron a aparecer en Neptune Hall (justo al norte de Cole Hall) y en DuSable Hall (al oeste de Cole). A las 3:21 p. m., cuando llegó el personal del Departamento de Bomberos de DeKalb, la Oficina del Sheriff del Condado de DeKalb, el Departamento de Policía de DeKalb y el Departamento de Policía de Sycamore, los oficiales informaron que la escena y el perímetro de Cole Hall estaban seguros y que era seguro para el personal de emergencia proceder al lugar del tiroteo y a los lugares de las víctimas heridas.
A las 3:34 p. m., después de que se realizó un barrido de la Biblioteca de los Fundadores y los oficiales determinaron que Neptune y DuSable no eran sitios de disparos, declararon el área segura. Los agentes de policía establecieron un área de recepción para el personal encargado de la investigación en Wirtz Hall, y un centro de comando en el Holmes Student Center. A las 4:00 p. m. CST, los funcionarios de la universidad anunciaron que no había más peligro. Dijeron que profesionales de salud mental estarían disponibles en todas las residencias.

## Víctimas

### Fallecidos
Cinco jóvenes, todos residentes del estado de Illinois, fueron asesinados por Kazmierczak, quien se suicidó en el lugar.
| Nombre                       | Edad | Residencia        |
| ---------------------------- | ---- | ----------------- |
| Catalina Garcia              | 20   | Cicero            |
| Julianna Gehant              | 32   | Mendota           |
| Ryanne Mace                  | 19   | Carpentersville   |
| Daniel Parmenter             | 20   | Westchester       |
| Gayle Dubowski               | 20   | Carol Stream      |
| Steven Kazmierczak (tirador) | 27   | Elk Grove Village |

Catalina Garcia, Juliana Gehant, Ryanne Mace, y el tirador Steven Kazmierczak fueron declarados muertos en la escena en el Cole Hall. Daniel Parmenter falleció en el Kishwaukee Hospital a las 4:00 p. m. Gayle Dubowski fue pronunciada muerta poco después de arribar al St. Anthony Hospital en Rockford. a las 4:14 p. m.

### Heridos
Veintiuna personas sobrevivieron al tiroteo con heridas. Diecisiete sufrieron heridas de bala, mientras que tres se lesionaron las rodillas o la espalda al escapar del lugar; una lesión fue indeterminada. De ellos, tres permanecieron en Cole Hall, cinco habían huido a Neptune Hall o sus estacionamientos, uno a DuSable Hall, dos a la Librería del Centro de Estudiantes Holmes, dos al Auditorio Sandburg del Centro de Estudiantes de Holmes, tres al Edificio de Servicios de Salud, y cinco regresaron a sus casas para continuar tratamiento.
Dieciséis víctimas fueron trasladadas al DeKalb's Kishwaukee Community Hospital. Una fue transportada al Saint Anthony Medical Center en Rockford, tres a otro hospital en Downers Grove y una al Rockford Memorial Hospital.
El 15 de febrero, otra víctima buscó tratamiento en el Kishwaukee Hospital, elevando el total de heridos hospitalizados a 17. El 15 de febrero, siete de las víctimas se encontraban en estado crítico, una en buen estado, una estable y ocho dadas de alta, según autoridades hospitalarias.
Como los fallecidos, todos los heridos eran de Illinois.

## Atacante
Steven Phillip Kazmierczak (26 de agosto de 1980 – 14 de febrero de 2008) nació en Elk Grove Village, Illinois, era un estudiante de la Universidad de Illinois en Urbana-Champaign al momento del tiroteo y un exalumno de la Universidad del Norte de Illinois.

### Vida personal
Kazmierczak se graduó de la Elk Grove Village High School en 1998 y fue tratado por una enfermedad mental por un corto período de tiempo en un hospital psiquiátrico en su ciudad natal, debido a que era un chico "revoltoso" según sus padres Gail y Robert Kazmierczak. De adolescente, fue diagnosticado con trastorno esquizoafectivo. Luego estudió sociología en la Universidad del Norte de Illinois (NIU), y aunque su familia se mudó al estado de la Florida en el año 2004, él continuó sus estudios en Illinois. En septiembre de 2001, se enroló en el Ejército de los Estados Unidos, pero fue dado de baja en febrero de 2002, luego de completar el entrenamiento básico, debido a que había mentido sobre su estado de salud mental en el formulario que rellenó para ingresar. En septiembre de 2006, su madre falleció en Lakeland, Florida, debido  a esclerosis lateral amiotrófica (ELA). Al momento del tiroteo, su padre Robert vivía en una residencia de retiro, también en Lakeland, Florida.

### Educación
Kazmierczak se graduó de la NIU en 2006, donde recibió condecoraciones por ser "un estudiante destacado y bien considerado". La policía del campus lo describió como una "persona bastante normal" y una "sin estrés." La facultad, los estudiantes y el personal lo "veneraban" y no había indicios de problemas. El presidente de la universidad, John G. Peters, dijo que era un estudiante con un "buen récord académico y sin antecedentes problemáticos." Mientras estudiaba en la universidad fue vicepresidente de la American Correctional Association y escribió ensayos sobre el sistema penitenciario estadounidense, específicamente sobre las prisiones. Como estudiante de sociología, además, escribió para una revista académica donde discutía sobre el autoflagelamiento en la población carcelaria.
En 2007, continuaba inscripto en la NIU, donde tomó un curso de idioma árabe y otro sobre políticas de Medio Oriente. Su ensayo final trataba sobre los proyectos de servicio social de la organización Hamás. Tiempo después se trasladó a trabajo social donde había planeado estudiar sobre la salud mental. Durante el otoño de 2007, trabajó en una correccional para mujeres cerca del límite fronterizo entre los estados de Illinois e Indiana. Abruptamente, dejó de trabajar, sin dar explicaciones. Según su superior "simplemente no regresó nunca más." A principios de 2008, estaba nuevamente en la Universidad de Illinois, donde pasaba tiempo completo.

### Posibles motivos
Kazmierczak murió por un disparo autoefectuado luego de que el tiroteo terminó. ABC News reportó que su comportamiento se había vuelto errático en las semanas previas al tiroteo, y se cree que dejó de tomar su medicación psiquiátrica en ese lapso de tiempo. Su novia, Jessica Baty, confirmó que el joven estaba tomando Xanax (ansiolítico), Zolpidem (sedante) y fluoxetina (antidepresivo), siendo todas esas medicaciones prescriptas por un psiquiatra. La joven dijo que Kazmierczak había dejado de tomar la fluoxetina tres semanas antes del tiroteo. También dijo que, durante su noviazgo de dos años, nunca lo había visto mostrar tendencias violentas y expresó su desconcierto por la causa del tiroteo. «Era todo menos un monstruo», dijo Baty, quien además dijo que «probablemente fue la persona más amable y cariñosa de todos los tiempos». Baty también confirmó a la policía que Kazmierczak la había llamado por teléfono a la medianoche de ese Día de San Valentín para despedirse y decirle que "no se olvidara de él."
Después del tiroteo, las autoridades interceptaron una serie de paquetes enviados a su novia, incluida una funda de pistola con munición, un texto sobre asesinos en serie para la clase universitaria de Baty, el libro El Anticristo de Friedrich Nietzsche y una nota de despedida firmada con su nombre y apellido. El tiroteo estremeció a sus conocidos debido a que era considerado extrovertido y sin problemas sociales. Esto también confundió a los investigadores, quienes no encontraron ninguna nota de suicidio. Sin embargo, algunos compañeros de cuarto de la NIU de Kazmierczak, lo describieron como una persona tranquila y "cerrado hacia sí mismo". También dijeron que si bien era alguien considerado normal, no lo veían pasando mucho tiempo con otros estudiantes.
En su perfil de graduación de la Universidad de Illinois, Kazmierczak se describía a sí mismo como una persona sensible, también escribiendo que había sido víctima de bullying durante su adolescencia y expresó interés en ayudar a personas con problemas mentales, así como querer trabajar con personas "en busca de una dirección." Aunque un reporte inicial destacaba que no había habido señales de alarma, Kazmierczak era considerado como problemático. Una nota publicada en la revista Esquire señaló su amplio historial de enfermedad mental e intentos de suicidio, además de haber sido acosado durante la escuela secundaria y su interés obsesivo por otros tiroteos en masa, mostrando especial interés en la Masacre de la Escuela Secundaria de Columbine y en la de Virginia Tech.
De acuerdo a un informe de la Administración de Incendios de Estados Unidos, Kazmierczak habría estudiado al perpetrador de la masacre de Virginia Tech Seung-Hui Cho y usado un similar modus operandi.

## Reacción

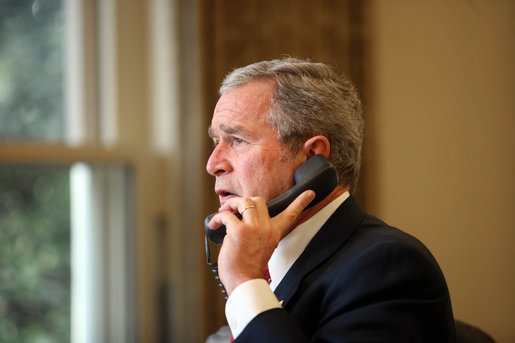
El Presidente George W. Bush hablando telefónicamente con el presidente de la Universidad

El sitio web oficial de la Universidad reportó la posibilidad de un "tirador activo" en el campus alrededor de las 3:20 p. m., casi veinte minutos después de comenzado el tiroteo. El sitio web alertó a los estudiantes diciendo que "ha habido un reporte de un posible tirador activo en el campus. Diríganse a un área segura y quédense allí hasta que se de la orden de que todo está bajo control. Eviten el King Commons y todas sus áreas alrededor." A las 3:40 p. m., todas las clases en la universidad fueron canceladas por el resto del día y el campus fue cercado y cerrado por oficiales de la NIU como parte del protocolo adoptado luego del tiroteo en Virginia Tech 10 meses antes. También se le recomendó a los estudiantes que contactaran a sus padres lo antes posible.
Los Northern Illinois Huskies cancelaron sus juegos hasta el domingo, tanto en condición de local como de visitante y la mayoría de los estudiantes dejaron el campus por el fin de semana. Un vocero de la ATF dijo que varios agentes habían sido enviados a la universidad para estudiar el armamento usado en el tiroteo. El FBI también envió agentes para asistir en la investigación. Según la policía universitaria, Kazmierczak, había removido el disco duro de su computadora portátil así como un chip de computadora de su teléfono móvil y no dejó ninguna otra nota explicando por qué había atacado una clase de oceanografía en un Día de San Valentín. Las autoridades se tomaron tres semanas para emitir un informe final sobre el tiroteo.

### Vigilias y conmemoraciones
Al día siguiente, viernes, 15 de febrero, aproximadamente 2,000 personas se reunieron en el campus para una vigilia con velas para conmemorar a las víctimas del tiroteo. Entre muchas figuras públicas, hablaron Jesse Jackson y el político republicano Robert W. Pritchard. En los días que siguieron, el ministerio luterano de la universidad organizó varias vigilias y todos los eventos deportivos, así como las clases, fueron suspendidas hasta el 24 de febrero de 2008. Profesores y personal regresaron a trabajar el martes 19 de febrero, y por el resto de la semana, fueron aconsejados por expertos sobre cómo ayudar a los estudiantes en su regreso a clases la semana siguiente. 
El 21 de febrero, exacto una semana después del tiroteo, se observaron cinco minutos de silencio entre las 3:06–3:11 p. m. CST, acompañado del sonar de campanas en toda la comunidad y una ceremonia celebrada en el Martin Luther King Commons en honor a las víctimas. Otros momentos de silencio también se hicieron en toda la comunidad de DeKalb. El 24 de febrero, un día antes de retomar actividades, se realizó una vigilia en honor a las víctimas en el centro de convención de la universidad con el objetivo de desarrollar herramientas de sanación de la comunidad. Debido a esta pausa de actividades, la universidad extendió las clases por una semana más en el mes de mayo.

### Condolencias y tributos
El Presidente de los Estados Unidos George W. Bush, el Gobernador de Illinois Rod Blagojevich y los Senadores Barack Obama y Dick Durbin, así como el congresista Donald Manzullo, extendieron sus condolencias personales al presidente de la universidad John Peters y a toda la comunidad. Muchos distritos escolares, comunidades y una gran cantidad de universidades a lo largo y ancho del país también extendieron sus condolencias.
En la National Hockey League, en un juego entre los Chicago Blackhawks y Colorado Avalanche el 17 de febrero de 2008, los Blackhawks usaron detalles de los Huskies de la Universidad en sus cascos. En otro juego entre los Saint Louis Blues y los Minnesota Wild, se observó un minuto de silencio antes del himno nacional. En la American Hockey League, los Chicago Wolves organizaron un evento dedicado a la universidad donde también se les permitió a los estudiantes participar. Por su parte, los Rockford Icehogs, también de la AHL, también hicieron honor a las víctimas utilizando el color rojo e instaron a los aficionados a usar rojo también.
Durante el entrenamiento primaveral, los beisbolistas Ozzie Guillén y Ken Williams de los Chicago White Sox utilizaron gorras de la NIU en honor  a las víctimas del tiroteo. Los Chicago Cubs flamearon la bandera universitaria por la temporada de 2008. El 23 de febrero de 2008, los estudiantes de Virginia Tech utilizaron camisetas que leían "Hokies for Huskies" durante su juego contra Georgia Tech, también en conmemoración de las víctimas.
En el ambiente artístico también hubo expresiones de condolencias. Bon Jovi expresó sus condolencias en la revista Billboard luego de tener que cancelar eventos en el centro de convocatoria de la NIU, donde iba a ensayar para su gira Lost Highway Tour. La banda musical Umphrey's McGee
de Chicago realizó un recital para recaudar fondos para la renovación de la NIU el 8 de abril de 2008 en el Egyptian Theater. El incidente también inspiró al cantante David Bowie a componer la canción Valentine's Day en su álbum The Next Day.

### Renovación del Cole Hall

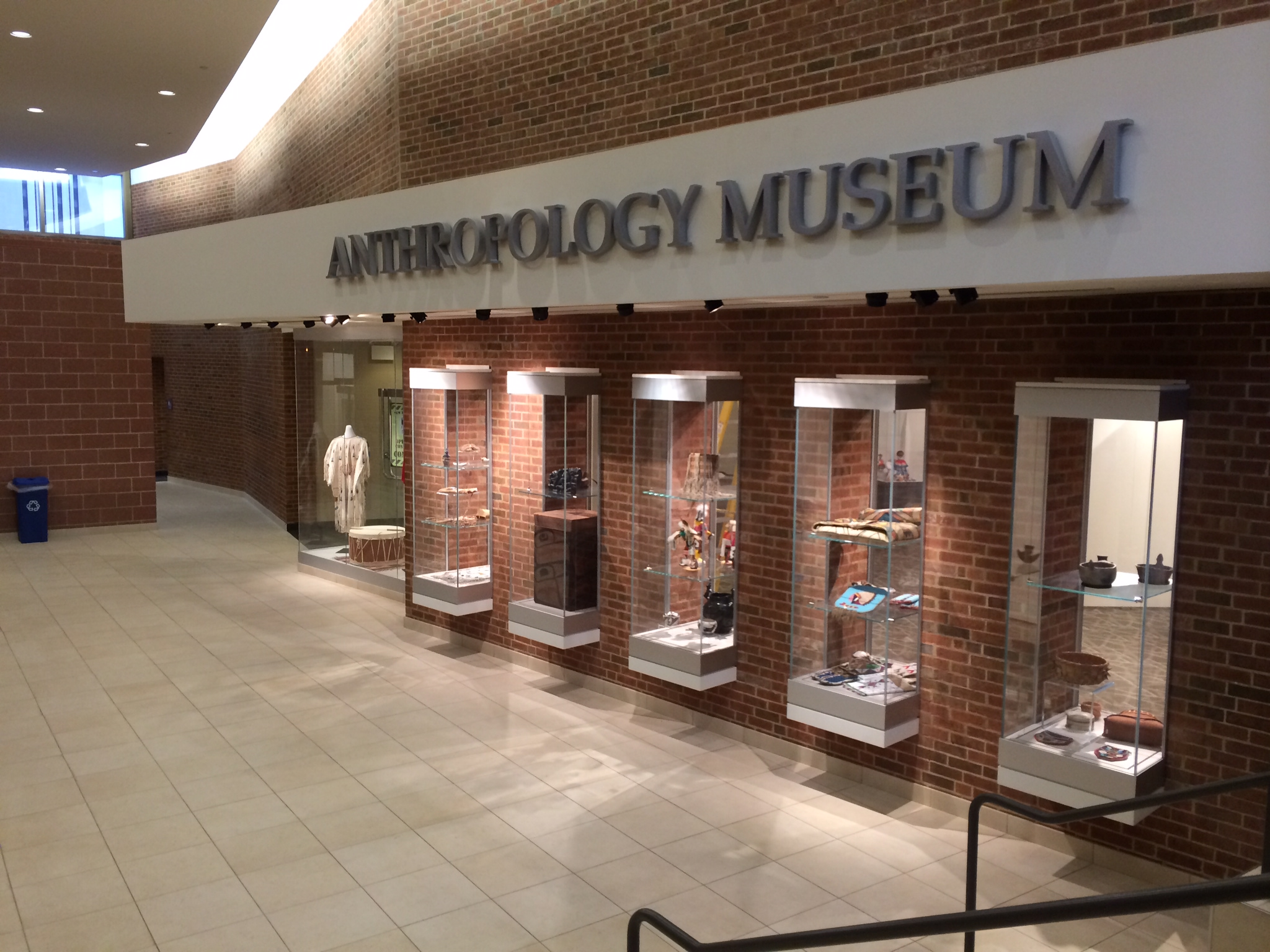
El Museo de Antropología en el renovado Cole Hall

Después del 14 de febrero de 2008, Cole Hall cerró al público. Las clases que se llevaban a cabo en los dos grandes auditorios del edificio fueron reubicadas. El 25 de febrero de 2008, el entonces gobernador Rod Blagojevich y el presidente de la Universidad John G. Peters propusieron la demolición del Cole Hall. La propuesta surgió como respuesta a los traumáticos recuerdos de los alumnos que debían asistir a clases en el edificio. La propuesta derribaría el Cole Hall, dejaría el sitio de Cole Hall como sitio conmemorativo y erigiría un nuevo edificio llamado "Memorial Hall", a un costo de aproximadamente 40 millones de dólares.
Sin embargo, debido a las emociones encontradas sobre la decisión, el presidente Peters envió un mensaje a todos los estudiantes de la NIU a través de sus cuentas de correo electrónico, solicitando comentarios de los estudiantes y la comunidad universitaria. Además, se estableció un comité para ayudar a llegar a un consenso sobre el futuro de Cole Hall.
El 8 de mayo de 2008 se anunció que Cole Hall sería remodelado por dentro y por fuera en espera de 7.7 millones de dólares en fondos estatales. Esta decisión se tomó con base en las conversaciones entre el Dr. Peters y miembros de la comunidad del campus, así como a los resultados de una encuesta en línea realizada por estudiantes y profesores.
El 27 de agosto de 2009, la Junta de Fideicomisarios de la NIU aprobó un presupuesto de 9.5 millones de dólares para el proyecto de renovación de Cole Hall, de los cuales aproximadamente $8 millones provendrían de los fondos estatales antes mencionados y el resto de las cuotas estudiantiles. El auditorio Este, que fue el escenario del incidente, ya no se utilizaría para las clases y se construiría una sala de conferencias de reemplazo en otra parte del campus. El 27 de enero de 2010, el gobernador de Illinois, Pat Quinn, llegó al campus de la NIU para aprobar los fondos para la renovación de Cole Hall.
El 14 de enero de 2011, comenzó oficialmente la reconstrucción en Cole Hall. El edificio volvió a abrir sus puertas el 17 de enero de 2012. Cole Hall ahora alberga el Museo de Antropología, que anteriormente se encontraba en el edificio Stevens.

### Jardín conmemorativo y escultura

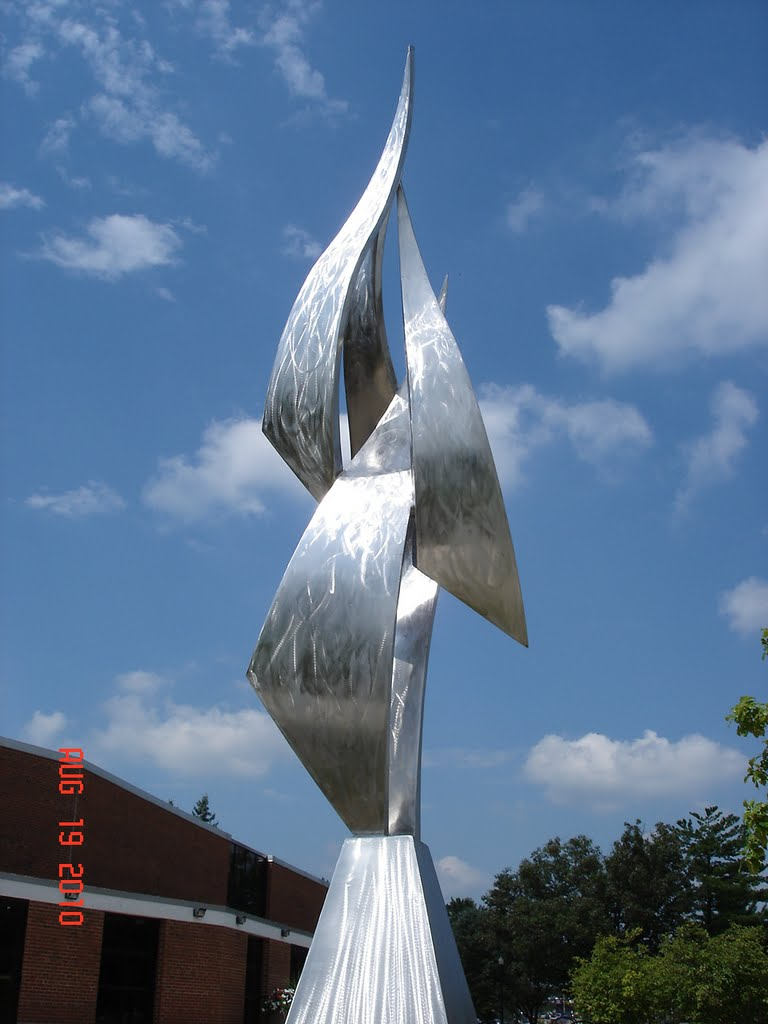
Escultura en honor a las víctimas

El 2 de octubre de 2009, una escultura de metal diseñada por el artista Bruce Niemi titulada Remembered fue presentada en la Universidad del Norte de Illinois. La escultura es parte de un jardín construido en recuerdo de las víctimas del tiroteo, ubicado directamente frente a Cole Hall. El área conmemorativa también cuenta con cinco muros de granito rojo erigidos en un patrón de semicírculo que dice Forward Together Forward Together Forward. La frase, tomada de la canción de lucha de la universidad, se convirtió en un lema y un tema utilizado en la sanación de la comunidad de la universidad después del tiroteo. Cada pared muestra el nombre de uno de los estudiantes que murió en el tiroteo. También se incluye un sendero para caminar con bancos. El monumento está flanqueado por árboles y arbustos y fue financiado en su totalidad por donaciones privadas.

## Advertencia del grafiti
El 10 de diciembre de 2007 el campus se cerró, el primer día durante la semana de exámenes, después de que se encontrara grafitis en la pared de un baño advirtiendo de un posible tiroteo. Un portavoz de la universidad dijo que la advertencia, que se descubrió el 10 de diciembre, hacía referencia a la masacre de Virginia Tech, en la que murieron 33 personas, pero no se pudo determinar de inmediato si la amenaza estaba relacionada con los disparos del 14 de febrero de 2008. El Chicago Sun-Times informó en ese momento que una persona desconocida pintó el grafiti en la residencia Grant Towers D, que incluía un insulto racial y una anotación en referencia a Virginia Tech. Sin embargo, el presidente de la NIU, John Peters, declaró que no creía que el incidente de diciembre estuviera relacionado con los tiroteos del 14 de febrero.

## Enlace de referencias
- Reporte Final Sobre El Tiroteo En La Universidad del Norte de Illinois de 2008 (PDF), 27 de mayo de 2010.

- Datos: Q2978443